# Der Zar und das Mädchen
Singles de Mireille Mathieu
Und der Wind wird ewig singen
(1974) Paris vor hundert Jahren
(1976)
Der Zar und das Mädchen est une chanson allemande de la chanteuse française Mireille Mathieu sorti en Allemagne en 1975. En français, cela veut dire Le tsar et la fille.